# Hanna Erikson
Hanna Erikson nata Brodin (2 giugno 1990) è un'ex fondista svedese.

## Biografia
In Coppa del Mondo ha esordito il 18 marzo 2009 a Stoccolma (44ª), ha ottenuto il primo podio il 23 gennaio 2011 a Otepää (2ª) e la prima vittoria il 15 gennaio 2012 a Milano.
In carriera ha preso parte a un'edizione dei Giochi olimpici invernali, Soči 2014 (52ª nella sprint), e a due dei Campionati mondiali (10ª nella sprint a Oslo 2011 il miglior risultato).

## Palmarès

### Mondiali juniores
- 7 medaglie:
  - 1 oro (sprint a Hinterzarten 2010)
  - 3 argenti (staffetta a Malles Venosta 2008; sprint, staffetta a Praz de Lys - Sommand 2009)
  - 3 bronzi (inseguimento a Praz de Lys - Sommand 2009; 5 km, staffetta a Hinterzarten 2010)

### Coppa del Mondo
- Miglior piazzamento in classifica generale: 28ª nel 2012
- 2 podi (1 individuale, 1 a squadre):
  - 1 vittoria (a squadre)
  - 1 secondo posto (individuale)

#### Coppa del Mondo - vittorie
| Data            | Località | Nazione | Spec.                          |
| --------------- | -------- | ------- | ------------------------------ |
| 15 gennaio 2012 | Milano   | Italia  | TS TL (con Ida Ingemarsdotter) |

Legenda:

TL = tecnica libera

TS = sprint a squadre

#### Coppa del Mondo - competizioni intermedie
- 2 podi:
  - 1 vittoria
  - 1 terzo posto

##### Coppa del Mondo - vittorie di tappa
| Data             | Località | Nazione  | Competizione | Disciplina |
| ---------------- | -------- | -------- | ------------ | ---------- |
| 29 dicembre 2013 | Oberhof  | Germania | Tour de Ski  | SP TL      |

Legenda

SP = sprint

TL = tecnica libera